# Carlton, Bedfordshire
Carlton är en by i civil parish Carlton and Chellington, i kommunen Borough of Bedford, i grevskapet Bedfordshire i England. Byn är belägen 11 km från Bedford. Carlton var en civil parish fram till 1934 när blev den en del av Carlton and Chellington. Civil parish hade 133 invånare år 1931. Byn nämndes i Domedagsboken (Domesday Book) år 1086, och kallades då Carlehtone.